# Tainui
Tainui es una confederación tribal waka de maoríes en Nueva Zelanda. Comprende principalmente cuatro iwis (tribus maoríes) emparentadas de la Isla Norte central: Hauraki, Ngāti Maniapoto, Ngāti Raukawa y Waikato. También hay otros iwis fuera de las fronteras tradicionales del rohe (territorio) Tainui que se incluyen: Ngāi Tai en la Bahía de Abundancia, Ngati Raukawa, y Ngāti Toa en el Horowhenua (en Kapiti) y Ngāti Rārua y Ngāti Koata en el norte de la Isla Sur.

## Historia

### Era precolonial
Los maoríes de la confederación Tainui comparten ascendencia común de los migrantes polinesios que llegaron a Nueva Zelanda en el waka (canoa) de <i id="mwHQ">Tainui</i>, el cual viajó a través del océano Pacífico desde Hawaiki hasta Aotearoa hace aproximadamente hace ocho siglos. Según Pei Te Hurinui Jones, historiador Tainui , Tainui arribaron a Waikato en el 1400 d. C. aproximadamente, trayendo consigo plantas kumara. Alrededor del 1450 vencieron a los indígenas en la batalla de Atiamuri.

### Contacto con los europeos
Entre 1840 y 1850 misioneros europeos introdujeron en la tierra de los Tainui invenciones modernas como el molino de agua, así como cultivos europeos y como trabajarlos; las patatas fueron importadas en abudancia. Instalaron una escuela de comercio en Te Awamutu para educar joven Tainui tan  devenían cultos y enseñó el basics de numeracy y cultivando habilidades. Dos molinos estuvieron construidos para moler el trigo a harina @– un cerca Cambridge en una corriente que dirige al Waikato Río. Algunas partes del molino son todavía visibles. Más tarde en el @1850s seis otros estuvieron construidos en el área general. El producto estuvo exportado según lo que Victoria y California.
Aun así, la relación distó mucho de un-sided. El Tainui la tribu proporcionó alimentaria al europeo settlers, y "la población europea presente…habría sido literalmente starved fuera del país pero para el extraordinario exertions hizo por los habitantes aborígenes para suministrarles con provisiones baratas", cuando el diario de Cruz Del sur informado en 1844. Un año más tarde, cuándo el menos de 4,000 settlers de Auckland era debajo amenaza de un ataque de Ngāpuhi del sur, Tainui rangatira Te Wherowhero, asistencia pedida en el ataque previsto, Te “respondiste me tiene que luchar si  vienes encima a Auckland; para estos europeos son bajo mi protección,” - refiriendo a Auckland como el "dobladillo de su cloak" y colocándolo debajo su personal tapu.
Durante este tiempo los números grandes de nómadas nuevos vinieron a Auckland y Te Wherowhero estableció una casa en Mangere así que  pueda oversee comercio y conseguir consejo del gobierno. Para un periodo breve hasta el mid-@1850s Tainui hizo un regreso bueno de vender alimentario al nuevo settlers pero esto todo vino a un fin repentino cuándo los comerciantes se dieron cuenta  podrían conseguir alimentarios @– especialmente harina @– mucho más barato de Nueva Gales del Sur. Tainui Instaló un banco en Cambridge para tomar los depósitos de Maori los comerciantes pero esto estuvo quemado abajo por las personas cuándo  esté encontrado que los jefes utilizaban el dinero como propios.
Relaciones entre europeos y Tainui soured como los europeos empezaron a outnumber Māori (alrededor 1858, a través de todo de Nueva Zelanda), parándoles de ser dependant en tribus amistosas para alimentarios y protección. Al mismo tiempo tan respeto para incluso alto-ranking Māori decaído, deseo para aterrizar resuelto por ellos crecieron entre europeos. En el estallido del Primer Taranaki Guerra, "amistoso Māori" en Auckland tuvo que ser emitido con placas de brazo para protegerles de agresión.
Tainui Las personas estuvieron expulsadas del Auckland área en 1863 debido a su negativa para tomar el oath de lealtad a la Corona y mano en sus armas qué el gobernador pensó posado una amenaza a Auckland y el nuevo settlers cuando  haya hecho en Taranaki.

### Kīngitanga
Tainui Era la tribu responsable para el instalando del Kīngitanga en 1858 @– una cacerola-Māori movimiento de principalmente Isla Norte central iwi quién apuntó en establecer un separado Māori nación con un Māori Rey. El objetivo clave era la negativa  del kingites para vender tierra al gobierno. El primer Māori el rey era el grande Waikato guerrero Te Wherowhero quién provino una línea grande de rangatira. Tainui, quién había conquistado mucho Taranaki tierra, envió guerreros para ayudar luchan el settlers y soldados británicos en Taranaki para impedir los jefes menores que venden tierra al gobierno. Missionaries En Te Awamutu dijo el Kīngitanga  serían considerados se rebela por el gobierno después de que  rechazaron tomar un oath de lealtad a la Corona. Te Awamutu Era un poblamiento misionero construido por el missionaries y Māori cristianos en julio de 1839 después de que  observaron Tainui caníbales quién había sido luchando en Rotorua, regreso con 60 mochilas de restos humanos y proceder para cocinar y comerles en el Otawhao pa.

### #Inicio de conflicto en el Waikato
Missionaries, quién había sido aconsejando el gobierno que Maniapoto en particular recogía pistolas y polvo, estuvo expulsado de Te Awamutu. Rewi Maniapoto Y sus seguidores intentaron matar magistrado Gorst en 1863 pero su vida estuvo salvada cuando  sea ausente. El se rebela robó su propiedad y quemó abajo la misión y la escuela de comercio nativa. Todo de los labradores pacíficos y missionaries quién había vivido en paz desde hace muchos años estuvo acechado y forzado fuera del Waikato. En 1863 kingitanga los seguidores intentaron secuestrar el Maori mujeres de europeos settlers y sus niños y extorsionar un impuesto de ellos pero más las familias huyeron debido a la ayuda de cristiano Maori quién no apoyó el kingites. Único francés catholic settlers estuvo dejado para quedarse proporcionado  pagaron el impuesto. Wiremu Tamihana, el kingmaker, quién estuvo considerado un moderado, escribió una serie de letras amenazantes a Gobernador George Grey. Sea un educado cristiano quién había vivido con Gobernador Grey como juventud, y probado para parar Tainui luchando.  En Rangiriri  vaya a la línea defensiva y probó 12 tiempo para persuadir los guerreros para dejar pero ellos rechazaron.  Después de su derrota en 18 batallas en las manos del británicos y kūpapa Māori, quién luchó junto a las tropas, el restantes Tainui retrocedió al sur del Punui Río e instalar un quasi-la comunidad autónoma basada alrededor del Kīngitanga. Algunos Tainui, como Wiremu Te Whereo de Ngati Naho, quién era un magistrado  para el Pokeno área, luchado con el británico en Rangiriri y más tarde manned un reducto de madera nuevo en Rangiriri para 4 años después de la derrota del Kingites. Más tarde  devenga un Maori MP.

### Viviendo en el País de Rey
Establecieron su prensa propia, fuerza policial, leyes y gobernando cuerpo. Europeos quién introdujo el Kīngitanga el área fue asesinada. Aun así, porque el país era unproductive y las personas se cortaron fuera de civilización europea  lucharon para desarrollar el Kīngitanga ideal. Un número de Pakeha había vivido con Ngati Maniapoto desde entonces 1842 como el comerciante francés Louis Hetet. Todo de ellos casados Maori mujeres. La embriaguez devenía un problema  entre el Kingitanga seguidores al sur del Puniu, particularmente después de la llegada de Te Kooti, quién tuvo una bebida mucho tiempo establecida problema de su juventud.  fricción rompió fuera entre el Maniapoto anfitriones que quisieron comprometer con el europeos settlers y el conservadores Kīngitanga partidarios que quisieron retener poder y quedar aislado. [La cita necesitada]

### Paz
Con el tiempo el más adelante pensando ideas de Maniapoto prevaleció, la tierra estuvo vendida al gobierno y el trabajo estuvo dado a Tainui hombres en carreteras y en el ferrocarril de línea de tronco principal. Māori los hombres estuvieron dados el voto  y Māori estuvo dado cuatro Miembros en Parlamento que todo argumentó fuertemente para modernización y aceptación de los beneficios de Pākehā civilización. Siguiendo estas escuelas, las tiendas y las iglesias estuvieron construidas. Algunos del Tainui los dirigentes estuvieron empleados por el gobierno como advisors o pensiones de gobierno dado en reconocimiento de su cambio de corazón y disposición para comprometer con el gobierno. Tainui Continuó trabajar detrás de las escenas para recuperar el resto de la tierra  creyeron era erróneamente confiscado (120,000 acres (490 km²) estuvo regresado por 1873) de ellos después de que su derrota durante las guerras de tierra. Alguna tierra o las reservas estuvieron devueltas a Tainui pero este acto causó intra-fricción tribal desde hace muchos años porque la mayoría de la tierra retenida por el gobierno era en el del norte y central Waikato. Ninguno del Maniapoto  tierra estuvo confiscada, a pesar del hecho  eran el más activamente hostiles iwi en Taranaki y durante el Waikato campaña, y esto molestó el otro Tainui iwi. [La cita necesitada]

### Regreso de compensación y tierra confiscadas
120,000 acres (490 km²) de la tierra estuvo regresada al se rebela unos cuantos meses después de la victoria británica. En 1926 una comisión de gobierno paga apalabrada un pago anual de £3000. Te Puea, la fuerza principal en Tainui liderazgo, indicado al gobierno que la tribu estuvo preparada para aceptar dinero en compensación para la tierra confiscada. En abril de 1946 un pago adicional de £5000 (más tardío $15,000) por annum estuvo hecho en perpetuidad @– esto estuvo considerado un pago lleno y final  por la Corona, pero a pesar de que aceptado por el Kingitanga realeza algunos miembros quedaron discontented cuando  quisieron tierra. Esto era un trato  salió directamente entre Tainui liderazgo y el Primer ministro Fraser después de un hui en Turangawaewae. El trato estuvo aceptado por Roore Edwards que habla para Te Puea.  Tainui Ha sido activamente buscando una resolución a su queja actual sobre el 1863 confiscation de tierras, derechos de agua, y derechos de puerto. Los miembros tribales estuvieron molestados que el liderazgo apareció para ser frittering fuera los ingresos anuales grandes en caros hui. La mayoría de los fondos estuvo gastado encima costes de administración,subvenciones a marae para funciones como tangi y entreteniendo visitantes. En 1995 cuando parte del Tratado de Waitangi poblamiento la tribu recibió una segunda parcela de compensación amounting a $195 millones,hecho de dinero efectivo y paquetes de tierra en y alrededor Hamilton como la base de fuerza de aire anterior en Te Rapa, ahora llamó La Base. La compensación es un poco encima 1 por ciento del valor de las tierras tomadas a raíz de la 1863 invasión.
Al principio muchos de las inversiones hicieron era pobre como un fisheries trato, la compra del Auckland equipo de liga de rugbi de Guerreros y un hotel en Singapur, el cual todo falló. [La cita necesitada] Una revisión financiera y la separación del Kīngitanga de Tainui la empresa empresarial tiene pagó dividendos. La construcción del complejo de compra de la Base ha sido una ganadora para el iwi, dibujando muchos clientes minoristas del Hamilton distrito empresarial central. Tainui El negocio apoya el Kīngitanga financieramente, así como fostering educación terciaria para miembros tribales con subvenciones. Tainui Tiene enlaces muy cercanos con Waikato Universidad y cada año la universidad cierra abajo durante importante Tainui celebraciones. De 2002 hasta que 2008 Tainui era también el nombre de un Māori electorado en Parlamento. Esté reemplazado por el Hauraki-Waikato electorado.
En 2009  esté anunciado que Tainui Holdings de Grupo era para desarrollar tierra de granja adyacente al Ruakura Estación de Búsqueda y Universidad de Waikato y plan para establecer un inland hub para la redistribución y repackaging de containerized productos complimenting los puertos de Auckland y Tauranga. Ruakura Será centrado alrededor del existiendo y la infraestructura prevista siendo la Costa Del este  línea de ferrocarril de Tronco Principal y el propuesto Waikato Expressway. Ruakura Está pretendido para apoyar más carga por raíl versus carretera, por ello reduciendo emisiones de CO2 y congestión alrededor de los puertos de Auckland y Tauranga. Tainui Ha dicho que esto puede proporcionar hasta 12,000 trabajos y será un 30-50 proyecto de año. El proyecto incluirá un 195ha Logística precinct, 262ha Ligero Industrial precinct, 108ha Innovación precinct, 3 áreas minoristas, 1,800 densidad mixta casas y encima 60ha de espacio abierto público para paseo y maneras de ciclo, ecológicos y funciones de agua de la tormenta.
El proyecto ha sido aprobado por un Tablero independiente de Investigación, el cual habilitará desarrollo para empezar en 2015 cuál proporcionará ocupación necesitada mucho y amenidades al lado oriental de Hamilton.
En 2008 Tainui trabajo empezado en desarrolló un lujo $10 millones de recurso en Lago Taupo. El empresarial fallado con la #inicio de la  recesión y las ventajas estuvieron valoradas por Jones, Lang, Lasalle registró valuers,  sobre $3 millones. El fracaso de esta aventura bajo la dirección de Mike Pohio Tainui Holdings CEO ha levantado cuestiona sobre la capacidad del iwi para desarrollar el $3 mil millones inland puerto. Pocos detalles del Taupo el desastre ha sido hecho público. El Waikato Tiempo en septiembre de 2014 informó fricción interna en la tribu entre quienes ven el desarrollo Portuario como arriesgado y aquellos favoreciendo un modelo de riesgo más alto. Después del fracaso del Taupo aventura la tribu es uneasy aproximadamente arriesgando su base de ventaja en #un aventura tan enorme. En noviembre de 2014 un nuevo marae estructura de administración basada estuvo votada en diseñado a rienda en desarrollo arriesgado.

## Más información
- Kelly, Leslie G. (1949). Tainui: La historia de Hoturoa y sus descendientes. Wellington: Polynesian Sociedad.
- Jones, Pei Te Hurinui; Biggs, Bruce (1995). Nga Iwi o Tainui: La Historia Tradicional del Tainui Personas/Nga Koorero Tuku Iho o Nga Tuupuna. Auckland Prensa universitaria. Jones, Pei Te Hurinui; Biggs, Bruce (1995). Nga Iwi o Tainui: The Traditional History of the Tainui People/Nga Koorero Tuku Iho o Nga Tuupuna. Auckland University Press. ISBN 1869401190. Jones, Pei Te Hurinui; Biggs, Bruce (1995). Nga Iwi o Tainui: The Traditional History of the Tainui People/Nga Koorero Tuku Iho o Nga Tuupuna. Auckland University Press. ISBN 1869401190..
- Bohan, Edmund (2005). Climas de Guerra. Hazard Prensa.